# St. Paul’s
St. Paul’s – stacja londyńskiego metra położona na trasie Central Line, pomiędzy stacjami Bank i Chancery Lane, w pierwszej strefie biletowej, w City of London.
Stacja znajduje się przy skrzyżowaniu ulic: Newgate Street, Cheapside i St Martin's le Grand, w sąsiedztwie katedry Świętego Pawła, od której zapożyczyła swoją nazwę. W sąsiedztwie stacji znajduje się również London Stock Exchange (giełda papierów wartościowych) i centrum handlowe One New Change.

## Połączenia
Stacja obsługiwana jest przez autobusy linii 4, 8, 25, 56, 100, 172, 242 i 521.

## Galeria

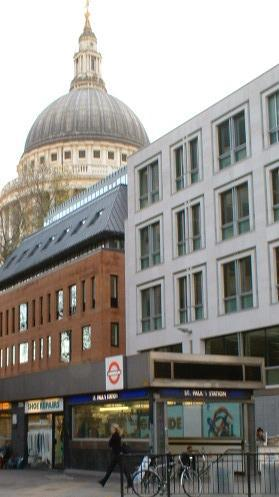
Zachodnie wejście z katedrą św. Pawła w tle, 2003
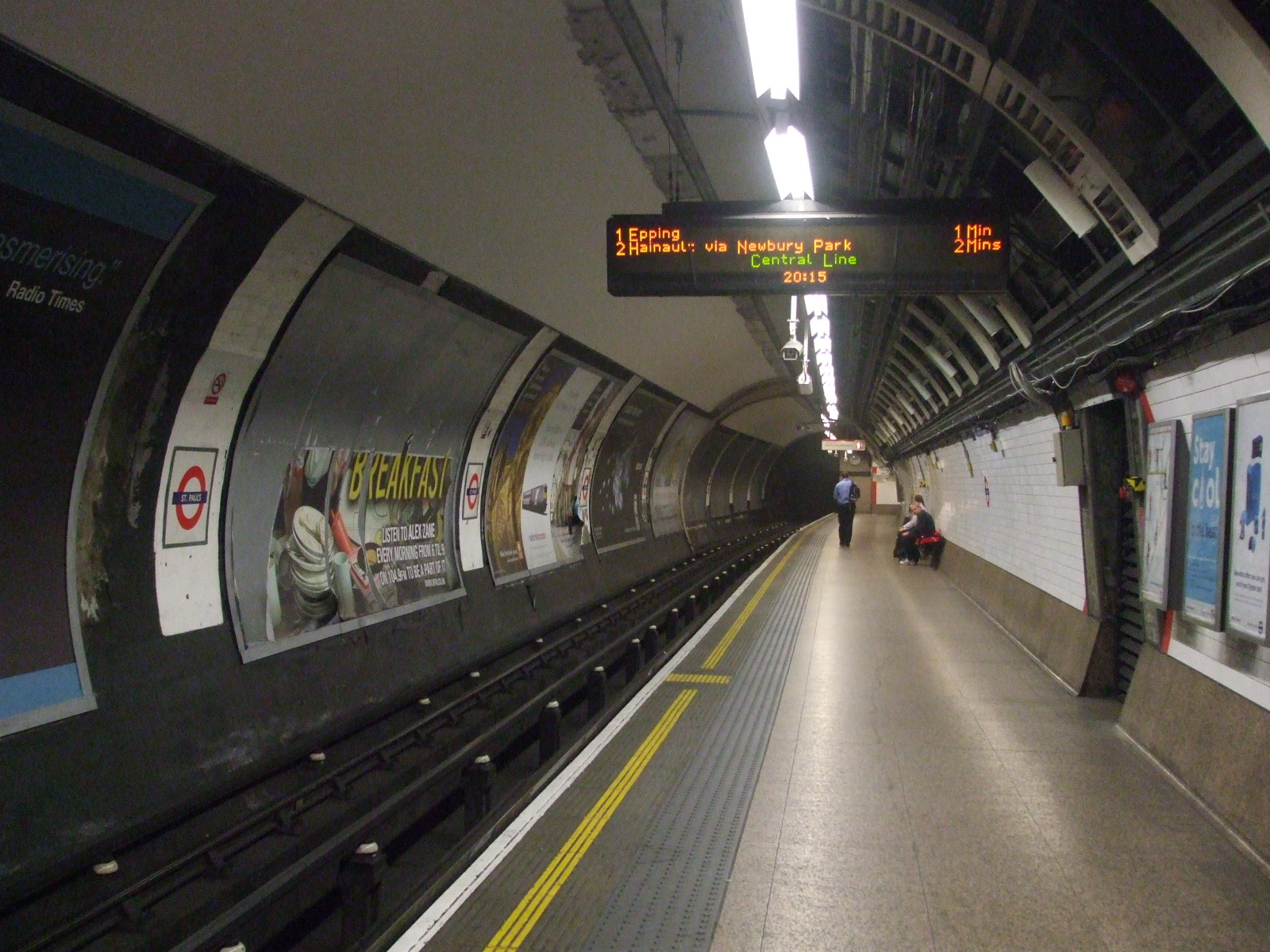
Platforma w kierunku wschodnim
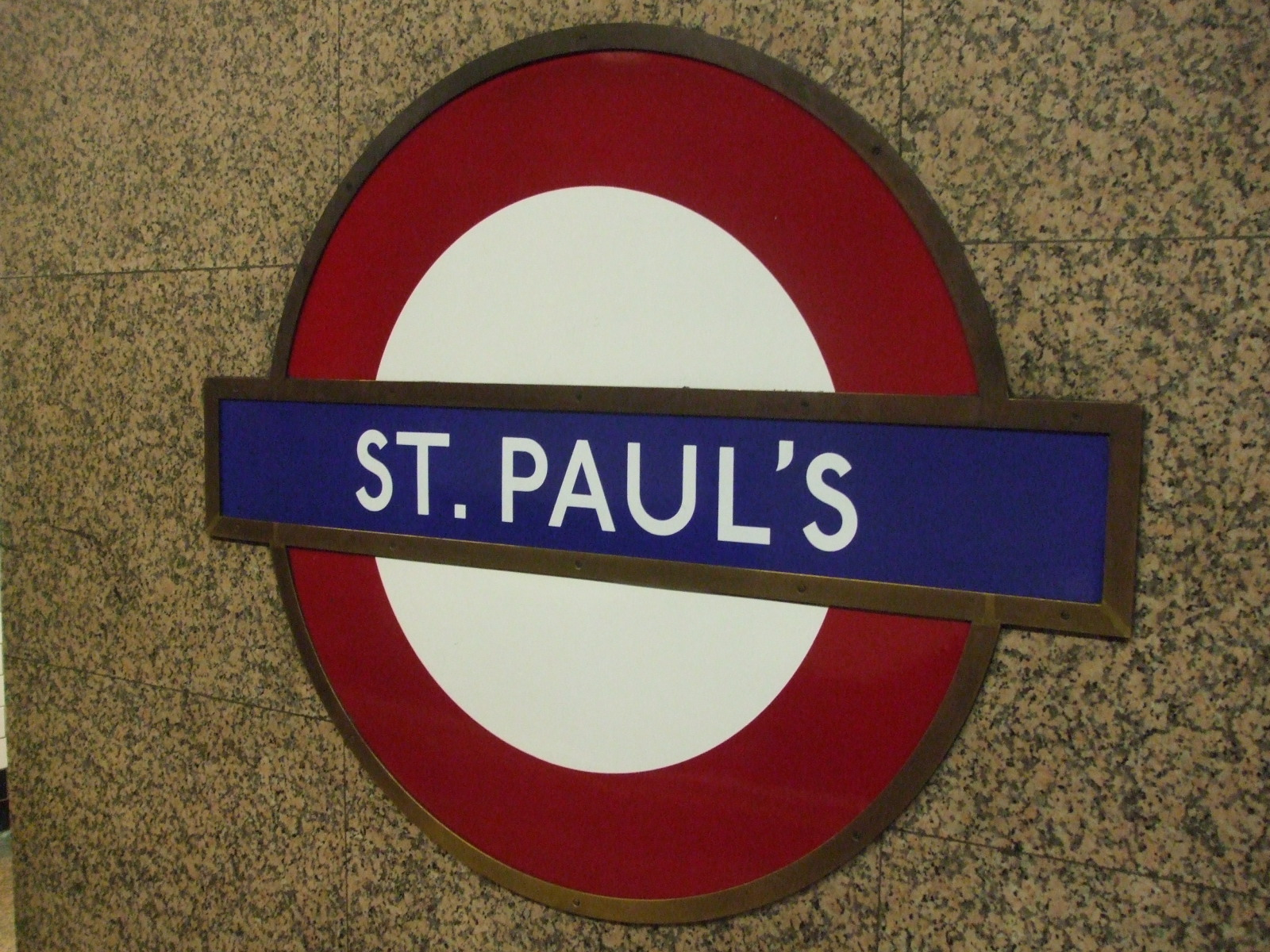
Symbol stacji